# Траматца
Траматца (итал. Tramatza) — коммуна в Италии, располагается в регионе Сардиния, в провинции Ористано.
Население составляет 998 человек (2008 г.), плотность населения составляет 59 чел./км². Занимает площадь 17 км². Почтовый индекс — 9070. Телефонный код — 0783.
Покровительницей коммуны почитается святая Мария Магдалина, празднование 22 июля.

## Демография
Динамика населения:

## Администрация коммуны
- Официальный сайт: